# Just Cause 3
Just Cause 3 é um videojogo de ação-aventura produzido pelos Avalanche Studios e publicado pela Square Enix. Revelado em novembro de 2014 pela revista Game Informer, é o terceiro jogo da série Just Cause e a sequência de Just Cause 2 (2010). Foi lançado em 1 de dezembro de 2015 para Microsoft Windows, PlayStation 4 e Xbox One.
A ação de Just Cause 3 decorre vários anos depois do segundo jogo. Rico Rodriguez, regressa à sua terra natal, o arquipélago de Medici no Mar Mediterrâneo, para combater contra o brutal ditador General Di Ravello e o seu regime opressivo.

## Jogabilidade

Just Cause 3 introduz o wingsuit, permitindo aos jogadores planar de forma rápida e por longas distâncias.

Just Cause 3 é um jogo de acção-aventura em mundo aberto que ocorre no arquipélago fictício de Medici, no Mar Mediterrâneo, com Rico Rodriguez como o protagonista. O tamanho do mapa do jogo é relativamente igual ao de Just Cause 2, com cerca de 400 milhas quadradas dividido em três partes, disponíveis logo desde o inicio. O terreno volumétrico foi aumentado para permitir maior verticalidade  - como resultado, é agora possível explorar cavernas subterrâneas e escalar edifícios mais efectivamente e de um modo mais realista. O mundo é composto por cinco biomas, cada qual com as suas paisagens e pontos de referencia.
É dado ao jogador uma enorme variedade de ferramentas. As características icónicas de Just Cause 2, com o gancho e o para-quedas, regressam para este jogo, mas com melhorias nas mecânicas. O foco no caos e nas fisicas exageradas também estão presentes neste jogo. O novo wingsuit, que está sempre equipado, permite aos jogadores planar por todo o mundo de uma maneira mais rápida. Quando o jogador quase chega ao chão quando utiliza o wingsuit, pode ser puxado de novo para cima com os ganchos, criando assim uma sequência de acção. Os jogadores podem trocar livremente entre o wingsuit e o para-quedas, mesmo durante as missões. Em adição, o jogo inclui ainda uma grande quantidade de armas, como lança-misseis ou caçadeiras-RPGs, veículos, como aeronaves militares, aviões, navios, e carros exóticos. Estes veículos podem ser personalizados e serem usados como armas. Outras mecânicas foram igualmente melhoradas e actualizadas. Por exemplo, Rico tem agora a habilidade de atacar e juntar vários objectos ao mesmo tempo com o seu gancho, enquanto que o para-quedas é agora mais estável dando a possibilidade de disparar no ar. Qualquer objecto e personagem não jogável (NPC) pode ser agarrado com o gancho.
A moeda do jogo foi deixada de fora, fazendo com que os conhecidos 'supply drops' fiquem mais acessíveis para o jogador. No entanto, tal afeta a dificuldade - se o jogador escolhe um canhão para conduzir, os inimigos controlados para IA irão ter armas para equilibrar o poder do tanque, conseguindo destruí-lo. Outra característica nova é a possibilidade de 'C4 infinito': nos jogos anteriores era necessário comprar C4, em Just Cause 3 instaura esta arma para permitir mais 'caos'. Uma nova mecânica, chamada "Destruction Frenzy" (frenesim destrutivo), na qual são desbloqueados novos desafios e objectivos quando o jogador destrói uma base inimiga. Os jogadores podem conquistar bases militares hostis e cidades, que actuam depois como localizações de viagens rápidas.
Tudo no jogo, incluindo estruturas como pontes e estátuas, podem ser destruídas de várias maneiras. Uma nova mecânica, Rebel Drop, permite ao jogador pausar o jogo e seleccionar num menu equipamento, armas, e veículos. Os objectos seleccionados são largados no mapa e podem ser usados pelo jogador.
Apesar do multijogador de Just Cause 2 ter sido bem recebido pelos jogadores, Just Cause 3 terá apenas um multijogador assíncrono, com desafios e tabelas de pontuações, em vez de modos cooperativos e competitivos, isto porque a equipa de produção quer focar todos os seus recursos na construção do mundo do jogo.
O jogo em suas versões para consoles sofre com alguns problemas como constantes quedas da taxa de quadros, e travamentos em certas partes do jogo, o que não acontece na versão de PC.

## Premissa
A ação de Just Cause 3 decorre vários anos depois do segundo jogo. Rico Rodriguez, agora mais envelhecido, regressa à sua terra natal, o arquipélago fictício de Medici no Mar Mediterrâneo, para combater o brutal ditador General Di Ravello e o seu regime opressivo.

## Desenvolvimento
A produção de Just Cause 3 começou em 2012. Em agosto de 2014, Avalanche Studios anunciou que em 2015 seria o "seu maior ano desde a criação do estúdio". Foram também referenciadas várias "surpresas". A produção de Just Cause 3 foi feita pelo estúdio de Nova Iorque da Avalanche Studios, que tem cerca de 75 membros, enquanto que o estúdio principal na Suécia focou-se na produção de Mad Max, anunciado em 2013. O controle do jogo recebeu uma revisão, e vários membros da Criterion Games, o produtor de Burnout, uma popular série de jogos de corrida, juntaram-se na produção para ajudar nos detalhes de condução do jogo. O multijogador assíncrono retirou inspiração de jogos como Need for Speed e Forza Horizon 2, enquanto que o "frenesim destrutivo" foi inspirado na série Red Faction. Também foram retiradas inspirações da comunidade mod de Just Cause 2 e como resultado, as melhorias do jogo são chamadas de "mods".
Enquanto desenhavam o mundo do jogo, o estúdio coleccionou livros de fotografia da zona do Mediterrâneo e enviou uma equipa para várias ilhas mediterrânicas para terem uma melhor ideia dos locais. O ambiente do jogo foi inspirado na paisagem do Mónaco e na zona sul do Mediterrâneo. Avalanche Studios considerou áreas como "recursos inexplorados", locais onde nenhum outro produtor já tinha antes trabalhado. Para mostrar um mundo sob as ordens de uma ditadura, os produtores adoptaram um esquema de cores composto maioritariamente por cinzento, amarelo e vermelho, para reflector e mostrar o sentido "opressivo". O tamanho do mapa é similar a Just Cause 2, mas o estúdio de produção prometeu que o seu conteúdo é mais "denso". A destruição foi expandida em Just Cause 3, isto porque a equipa considera ser um elemento fulcral para criar uma experiência cinemática e uma mecânica para dar mais liberdade ao jogador. Por causa do avanço da tecnologia a equipa conseguiu acrescentar ao jogo mais mecânicas de destruição com maior escala.
Em entrevista ao VentureBeat, o CEO do Avalanche Studios, Christofer Sundberg, disse que o jogo irá ter e expandir o humor e a alegria de Just Cause 2, e que o tom não será muito sério, similar aos antecessores. Apesar disso, Sundberg referiu que a história será um pouco mais séria que a de Just Cause 2, com um tom "70% excêntrico e 30% sério". Como o jogo se desenrola na terra natal do protagonista Rico Rodriguez, o enredo também se foca no seu passado. Como tal a sua imagem foi desenhada para ser mais "acessível", visto que ele usa umas calças casuais, ao contrário do seu uniforme como em Just Cause e Just Cause 2. O seu equipamento e engenhocas também foram criadas por forma a serem mais realistas. O director de arte do jogo explicou que o estúdio "[queria] um pequeno toque daquela sensação da agência de James Bond [em Rico Rodriguez] mas sem ir demasiado longe como nas patetices e estranhezas de Triple X com Vin Diesel."

"Just Cause é diversão. Não é uma experiência super séria. Não é uma jornada emocional. O que as pessoas lembram de Just Cause 2 é as enormes explosões, todas aquelas coisas que rebentaram e a diversão que tiveram a fazê-lo. Não é sobre aquele momento quando começaram a chorar."— Christofer Sundberg, CEO do Avalanche Studios.
O jogo foi referido pela primeira vez pelo CEO do Avalanche Studios a 27 de fevereiro de 2013. Foi referido na altura que teria uma estrutura free-to-play e microtransações. No entanto, o produtor negou todos os rumores ao dizer que seria um jogo de preço normal. Just Cause 3 foi anunciado oficialmente a 11 de novembro de 2014 pela revista Game Informer. A primeira demonstração aconteceu durante a conferencia da Square Enix na E3 2015.
A 22 de Outubro de 2015, Christofer Sundberg referiu através da sua conta Twitter que Just Cause 3 já tinha entrado na fase ouro, significando que a produção de conteúdo que vai estar nos discos está terminada.

## Lançamento

Conteudo da Edição de Coleccionador de Just Cause 3.

Just Cause 3 tem lançamento previsto para 1 de dezembro de 2015 para Microsoft Windows, PlayStation 4 e Xbox One.
A 9 de julho de 2015, a Square Enix e a Avalanche Studios revelaram a Edição de Colecionador do jogo que inclui uma réplica de 15' não funcional do gancho do protagonista Rico, um livro de arte com 32 páginas, um mapa 24"x24" do arquipélago de Medici e a edição "Dia 1" do jogo, que inclui um pacote de veículos armados que permitem "atacar as forças do General Di Ravello com estilo". O conteúdo da Edição de Colecionador foi o resultado de uma votação feita pelo público. Na Gamescom 2015, a Square Enix anunciou que os jogadores que comprarem o jogo para Xbox One recebem a versão retro-compatível de Just Cause 2 para Xbox 360. Foi anunciado um Passe de Temporada para Just Cause 3, dividido em três pacotes de expansão — Ar, Terra e Mar — que incluem novas missões, armas, engenhocas, veículos e inimigos.

### Promoção
Os jogadores que pré-reservarem a edição "Dia 1" ficarão habilitados ao concurso "Ganha Uma Ilha", em que aquele que tiver conquistado o maior numero de "Pontos de Caos" ao fim de noventa dias recebe uma ilha como oferta, ou o valor desta em dinheiro.
A Square Enix criou uma aplicação móvel gratuita para os aparelhos iOS e Android com o nome Just Cause 3 - WingSuit Experience. A aplicação, tal como o nome indica, dá ênfase ao novo wingsuit de Rico e permite acompanhar o protagonista em queda livre nas ilhas fictícias de Medici. Just Cause 3 - WingSuit Experience é compatível com aparelhos de realidade virtual, como o Google Cardboard, e para dispositivos que possuírem giroscópio, permitindo girar a câmara em 3600.
A Avalanche Studios e a Square Enix fizeram um concurso que desafiam os fãs a criar "um video com 1-2mn que consiga capturar a ação, energia, e atmosfera" de Just Cause 3. O video é julgado em três categorias: Melhor Ação, Melhor Uso de Áudio e Melhor Humor. O vencedor receberá um pacote de prémios no valor de US$5.000 e a sua criação será o vídeo de lançamento de Just Cause 3.